# Папа Климент XI
Папа Климент XI (лат. Clemens Undecimus; 23. јул 1649 —  19. март 1721) је био 243. папа од 23. новембра 1700. до 19. марта 1721.